# Mario Pappagallo
Mario Pappagallo (Roma, 1º giugno 1954 – Milano, 22 luglio 2022) è stato un giornalista e scrittore italiano.

## Biografia
Dopo gli studi di Medicina all'Università La Sapienza di Roma e di Scienze Biologiche all'Università di Urbino, conseguì un Master in Giornalismo medico-scientifico presso l'Università degli Studi di Roma "Tor Vergata". Fu iscritto all'Ordine dei giornalisti dal maggio 1986.
Si occupò di informazione medico-scientifica e sanitaria dal 1980.
Nel 1982 fece parte della redazione di Tutti, mensile per i giovani dell'Unione europea, insieme a Gianfranco Bologna (WWF) e Marco Ravaglioli. Per Tutti firmò un ampio servizio sulle coste inquinate dal petrolio fuoriuscito da petroliere naufragate al largo delle coste nordeuropee, con particolare riguardo alla Bretagna.
Nel 1984  partecipò allo studio di Codice salute, il primo bollettino informativo del Tribunale per i diritti del malato (iniziativa del movimento di partecipazione civica Cittadinanzattiva), chiamato a collaborare da Giovanni Moro, figlio dello statista Aldo Moro, e da Maria Teresa Petrangolini, all'epoca segretaria del Tribunale.
Lavorò dal 1985 al 1990 al Corriere Medico.
Alla fine degli anni ottanta svolse un'inchiesta nelle università italiane, facoltà di medicina, che portò alla modifica del Curriculum degli studi medici (Tabella XVIII): i suoi articoli erano nel fascicolo della commissione parlamentare.
Dal 1990 al 1992 scrisse per il Corriere Salute, supplemento settimanale di medicina del Corriere della Sera.
L'analisi di un suo articolo per Corriere Salute apparve, ad illustrazione del linguaggio di divulgazione medica, nell'antologia di testi del volume "Il Novecento" di Pier Vincenzo Mengaldo.
Nel 1992 entrò a far parte della redazione Cronache nazionali del Corriere della Sera e fu nominato caposervizio nel 1995.
Nel 1992-1993 per il Corriere della Sera e L'Europeo seguì l'inchiesta sulla Commissione unica del farmaco guidata da Duilio Poggiolini, e da allora raccontò spesso  le inchieste del Procuratore di Torino Raffaele Guariniello.
A sostegno della terapia del dolore scrisse il libro Contro il dolore con il fratello Marco, studioso della capsaicina e degli oppioidi, neurochirurgo in Italia e neurologo negli Stati Uniti, dove era emigrato nel 1986: Marco Pappagallo diresse poi la Pain Clinic del Mount Sinai Hospital e fu docente all'Albert Einstein College of Medicine di New York.
Fu caposervizio della redazione cronache nazionali del Corriere della Sera e commentatore su temi di salute. Da maggio 2009 ad aprile 2011 fece parte del Comitato di redazione del Corriere Della Sera.
Nel 2010 fu nominato Consigliere Nazionale dell'Ordine dei giornalisti per il triennio 2010-2013.
Dopo essere andato in pensione divenne commentatore per il quotidiano Il Mattino di Napoli  e il Corriere dello Sport di Roma. Inoltre tenne conferenze e scrisse libri.
Morì all'età di 68 anni nell'estate del 2022.
Nello stesso anno, i figli Alessio e Diletta, hanno ritirato nell’ambito del Premio Donna 2022 di Fidapa BPW Italy, un riconoscimento in sua memoria. 
Nel 2023, nell’ambito del IX Premio OMaR, è stato consegnato alla figlia Diletta, il riconoscimento della Giuria dedicato alla carriera di Mario Pappagallo. 
A partire dal 2023, in sua memoria, è stato istituito il Premio giornalistico “Mario Pappagallo” consegnato da Urbes Magazine nell’ambito dell’Assemblea Annuale dell’ANCI.
Nel 2024, i figli Alessio e Diletta Pappagallo hanno donato alla biblioteca del Comitato Inquilini Molise-Calvairate-Ponti, l’importante collezione di volumi e libri appartenuti a Mario Pappagallo. 

## Riconoscimenti
Nel 1989 fu premiato alla Farnesina per una serie di servizi sulla cooperazione sanitaria italiana in Ciad e in Sudan.
Nel 2006 fu uno dei quattro vincitori della seconda edizione del Premio giornalistico “SOI” per la divulgazione scientifica e la corretta informazione in oftalmologia, promosso dalla Società Oftalmologica Italiana.
Per il libro Una carezza per guarire, scritto con il professore Umberto Veronesi, ricevette nel 2008, dall'ambasciatore danese in Italia a Roma, la August and Marie Krogh Medal, premio istituito dalla Novo Nordisk Farmaceutici.
Sempre nel 2008, fu tra i vincitori della prima edizione del Premio giornalistico "Luci e ombre del diabete in età evolutiva", indetto dalla Federazione nazionale diabete giovanile (Fdg), nell'ambito dell'Anno Internazionale del bambino e dell'adolescente con diabete, e patrocinato dall'Ordine nazionale dei giornalisti e dal Comune di Roma.
Nel 2009 fu il vincitore del Novo Nordisk Media Prize Italia, nella sezione "Articoli della stampa quotidiana", per il Focus "Emergenza diabete".
Come vincitore del Media Prize Italia, ha partecipato al Novo Nordisk Media Prize Internazionale 2009 per l'eccellenza della comunicazione e dell'informazione sul diabete, risultando anche qui vincitore nella categoria "Miglior articolo realizzato sulla stampa generalista", primo giornalista italiano ad assicurarsi il premio internazionale.
Nello stesso anno fu premiato dalla Federdolore, la federazione dei medici specialisti nelle terapie del dolore e cure palliative, con il Premio Pulcinella, per aver trattato "le problematiche inerenti al dolore con linguaggio accessibile a tutti".
Nel 2010 si aggiudicò per il secondo anno consecutivo il Novo Nordisk Media Prize Italia, categoria "stampa quotidiana", con l'articolo "Un milione di bambini con problemi di peso".

## Opere
- Umberto Veronesi e Mario Pappagallo, Una carezza per guarire. La nuova medicina tra scienza e coscienza, Sperling & Kupfer, 2004, ISBN 978-88-20-03469-6
- Mario Pappagallo e Marco Pappagallo, Contro il dolore. I nuovi strumenti della medicina per non soffrire inutilmente: una battaglia civile, Frassinelli, 2005, ISBN 978-88-76-84888-9
- Umberto Veronesi e Mario Pappagallo, Le donne vogliono sapere. La prevenzione e le nuove cure per il tumore al seno, Sperling & Kupfer, 2006, ISBN 978-88-20-03919-6
- Lidia Rota Vender e Mario Pappagallo, Cuore di donna. Le scelte intelligenti per mantenerlo in forma, Sperling & Kupfer, 2007, ISBN 978-88-20-04235-6
- Mario Pappagallo e Umberto Solimene, Atlante delle Acque minerali, lampi di stampa, 2008, ISBN 978-88-48-80817-0
- Umberto Veronesi e Mario Pappagallo, Verso la scelta vegetariana. Il tumore si previene anche a tavola, Giunti, 2011, ISBN 978-88-09-76687-7
- Marco Squicciarini e Mario Pappagallo, Come salvare i bambini dal soffocamento, CFI Progetti s.r.l., 2011, ISBN 978-88-906425-0-0
- Mario Pappagallo, Ancora in porto ancora. Aforismi e altri esercizi di stile, amarantoblook, 2012, ISBN 978-88-907092-0-3
- Umberto Veronesi e Mario Pappagallo, L'eredità di Eva. Una lettura laica delle figure femminili nelle Sacre Scritture, Sperling & Kupfer, 2014, ISBN 978-88-20-05488-5
- Umberto Veronesi e Mario Pappagallo, I segreti della lunga vita. Come mantenere corpo e mente in buona salute, Giunti, 2015, ISBN 978-88-09-79855-7
- Raffaele Scalpone e Mario Pappagallo, Una vita in 3D, Agapantos, 2016, ISBN 978-88-982501-1-0
- Umberto Veronesi e Mario Pappagallo, Ascoltare è la prima cura. La medicina che vorremmo, Sperling & Kupfer, 2016, ISBN 978-88-20-06061-9
- Fausto D'Agostino e Mario Pappagallo, COVID-19 L'inizio di una nuova era, Verduci, 2020, ISBN 887620860-7
- Fausto D'Agostino e Mario Pappagallo, #COVID19, Minerva Medica, 2020, ISBN 885532042- 4